# Carlos Eugenio Irarrázaval Errázuriz
Carlos Eugenio Irarrázaval Errázuriz (* 7. April 1966 in Santiago de Chile, Chile) ist ein chilenischer Geistlicher und war ernannter römisch-katholischer Weihbischof in Santiago de Chile.

## Leben
Carlos Eugenio Irarrázaval Errázuriz empfing am 18. Mai 1996 das Sakrament der Priesterweihe. Er ist Pfarrer in einem Vorort von Santiago.
Am 22. Mai 2019 ernannte ihn Papst Franziskus zum Titularbischof von Tanudaia und zum Weihbischof in Santiago de Chile. Am 15. Juni 2019 nahm der Papst Irarrázavals Rücktritt an, nachdem der ernannte Weihbischof wegen umstrittener Äußerungen über Juden und Frauen in die Kritik geraten war. Die für den 16. Juli 2019 geplante Weihe entfiel.